# Zetel
Zetel è un comune di 11 981 abitanti, della Bassa Sassonia, in Germania.

Appartiene al circondario (Landkreis) della Frisia (targa FRI).

## Amministrazione

### Sindaci
- Hans-Werner Kammer (1981 - 1991)